# Motmolen (Tongeren)
De Motmolen is een watermolen op de Jeker in de Belgische gemeente Tongeren. De molen bevindt zich aan de Dijk.
Net als de Moutmolen bij de Moerenpoort was de Motmolen een dwangmolen in het bezit van het Prinsbisdom Luik. Op 27 maart 1618 werd de molen door prins-bisschop Ferdinand van Beieren in erfpacht gegeven aan de stad Tongeren. In 1830 werd de Motmolen omgevormd tot een graanmolen. In 1903 kwam de Motmolen in het bezit van de gemeente en werd de molen omgebouwd om het bronwater van de Daalbron te Lauw in het Tongerse waterleidingsnet te pompen. Op 2 juli 1986 werd de molen beschermd als monument en in 2000 werd het molencomplex grondig gerestaureerd.